# Le Rêve d'argent de Salomé
Le Rêve d'argent de Salomé (Sen srebrny Salomei. Romans dramatyczny w 5 aktach) est un drame de Juliusz Słowacki écrit en novembre 1843, publié à Paris l'année suivante.

## Contexte
En 1768, après la formation de la Confédération de Bar, le soulèvement Kolyivchtchyna commence en Ukraine, probablement inspiré par la Russie. Ses principaux participants sont des paysans ruthènes, les « Noircis », et des Cosaques venus de Zaporijjia. La révolte de Kolishchyna atteint son apogée en juin et juillet 1768, ses participants commettant des meurtres en masse de membres de la noblesse polonaise, de Juifs et du clergé catholique. Bien que les révoltes soient encore réprimées au cours de l'été 1768, l'atmosphère reste tendue et les relations entre la cour et les paysans menacent de s'envenimer.
Les réflexions de Słowacki dans ce drame sont de nature historiosophique et sont liées aux principes du mouvement d'Andrzej Towiański (pl).

## Histoire
Sa première représentation a lieu le 24 mars 1900 à Cracovie, au Théâtre Juliusz-Słowacki.